# یوحنای انطاکیه
یوحنای اول انطاکیه (۴۲۹ – ۴۴۱) از سال ۴۲۹ تا ۴۴۱ میلادی پاتریارک انطاکیه بود. او در جریان جدال نسطوری، رهبری گروهی از اسقف‌های میانه‌روی شرقی را بر عهده داشت. گاهی او با یوحنای زرین‌دهان (جان کریسوستوم) که گاه با نام یوحنای انطاکیه نیز شناخته می‌شود، اشتباه گرفته می‌شود، هرچند که نام یوحنای انطاکیه در کتاب معجزات مریم مقدس ذکر شده است.
یوحنای اول از دوست خود، نسطوریوس، در اختلاف او با سیریل اسکندریه حمایت فعالانه‌ای کرد. در سال ۴۳۱، او دیرتر از موعد به شورای اول افسس رسید. سیریل، که مشکوک بود یوحنا با تأخیر عمدی قصد حمایت از نسطوریوس را دارد، تصمیم گرفت منتظر نماند و شورا را بدون حضور یوحنا و حامیانش برگزار کرد و نسطوریوس را محکوم ساخت. هنگامی که یوحنای اول چند روز پس از آغاز شورا به افسس رسید، او شورایی جداگانه برگزار کرد که در آن سیریل اسکندریه را محکوم کرده و نسطوریوس را تبرئه نمود.
دو سال بعد، در سال ۴۳۳، یوحنای اول بر اساس فرمول اتحاد، که یک فرمول الهیاتی برای مصالحه بود، با سیریل آشتی کرد. در نتیجه این مصالحه، او بسیاری از حامیان خود را در قلمرو پاتریارکی از دست داد. برخی از نامه‌های او همچنان باقی مانده‌اند.